# بی‌نای بی‌ریث
بی‌نای بی‌ریث (B'nai B'rith International) (‎/bəˌneɪ ˈbrɪθ/‎، عبری: בְּנֵי בְּרִית‎ ' فرزندان عهد ') یک سازمان خدماتی یهودی است. بی‌نای بی‌ریث اعلام داشته‌است که به امنیت و تداوم قوم یهود و دولت اسرائیل و مبارزه با یهودی‌ستیزی و سایر اشکال تعصب متعهد است.

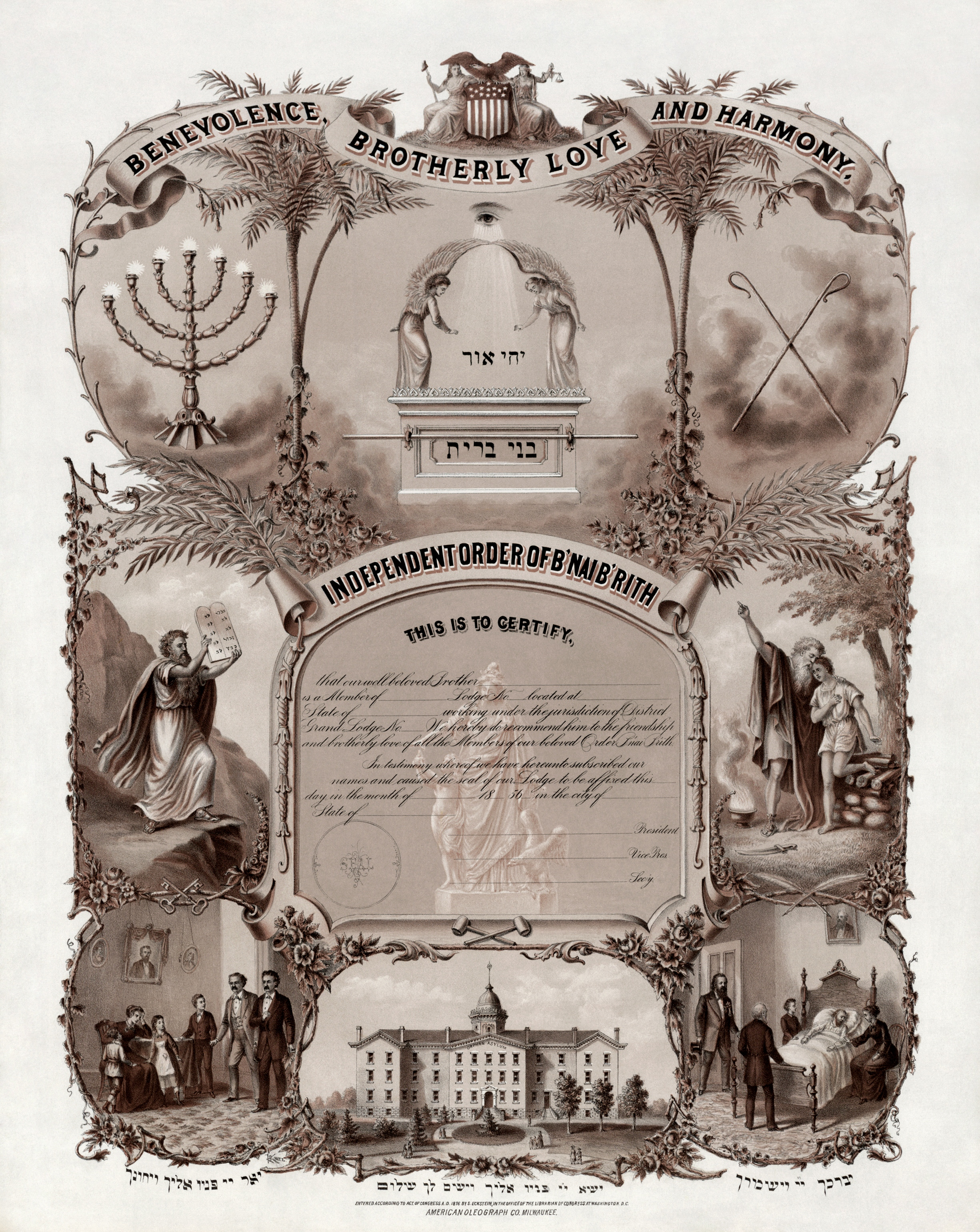
گواهی عضویت در بی‌نای‌بی‌ریث در سال ۱۸۷۶ که در ادامه به بی‌نای‌بی‌ریث بین‌المللی تغییر نام یافت.

اگرچه ریشه‌های تاریخی این سازمان از سیستم لژها و واحدهای برادرانه در اواخر قرن نوزدهم سرچشمه می‌گیرد، با کاهش سازمان‌های برادرانه در سراسر ایالات متحده، این سازمان به یک سیستم دوپاره متشکل از لژها و واحدها تبدیل شد. الگوی عضویت همانند سایر سازمان‌های معاصری که از اعضای وابسته تشکیل شده‌اند، به دریافت حق‌الزحمه رسمی از اعضا تبدیل شده‌است. بی‌نای‌بی‌ریث دارای اعضا، واقفان و حامیان در سراسر جهان است.

## تاریخچه
بی‌نای‌بی‌ریث در ۱۳ اکتبر ۱۸۴۳ توسط ۱۲ مهاجر یهودی آلمانی به رهبری هنری جونز در کافه Aaron Sinsheimer در قسمت پایین ایست ساید شهر نیویورک تأسیس شد. این سازمان نوبنیاد حاصل تلاشی برای سازماندهی یهودیان جامعه محلی برای مقابله با آنچه که آیزاک روزنبورگ، یکی از بنیانگذاران، «وضعیت اسفناک یهودیان در کشور تازه‌پذیرفته‌شده ما» نامید، بود. هدف گروه جدید، همان‌طور که در اساسنامه آن توضیح داده شده‌است، انجام مراسمات سنتی جوامع یهودی در اروپا بود: «عیادت و مراقبت از بیماران» و «حمایت و کمک به بیوگان و یتیمان». بنیانگذاران آن امیدوار بودند که خدمات سازمان به زودی تمام یهودیان ایالات متحده را در بر بگیرد، اما این اتفاق نیفتاد، زیرا سازمان‌های یهودی دیگر نیز در همان زمان در حال شکل‌گیری بودند.
بنیانگذاران آلمانی زبان در اصل سازمان را بی‌نای بی‌ریث (در آلمانی به معنای "برادران عهد") نامیدند تا هدف آنها را از نظم برادرانه ای که می‌تواند برای کل یهودیان آمریکایی آرامش ایجاد کند، منعکس کند. اگرچه جلسات اولیه به زبان آلمانی برگزار می‌شد، پس از مدت کوتاهی انگلیسی به عنوان زبان رسمی انتخاب شد و نام سازمان بهبی‌نای بی‌ریث تغییر یافت. در اواخر قرن بیستم، ترجمه جدیدتر و فراگیرتر «فرزندان میثاق» جایگزین نام قبلی شد.
با وجود شروع به کار در محیطی برادرانه و محلی، بی‌نای‌بی‌ریث به‌زودی در آغاز راه خود از حقوق یهودیان سخن گفت و از ارتباطات ملی در حال رشد خود به عنوان راهی برای اعمال نفوذ سیاسی به نمایندگی از یهودیان جهان استفاده کرد. برای مثال، در سال ۱۸۵۱، طومارهایی را منتشر کرد که از دانیل وبستر ، وزیر امور خارجه، خواسته بود تا در جریان مذاکرات تجاری در حال انجام، خواستار پایان محدودیت‌های یهودیان در سوئیس شود. در دهه ۱۹۲۰، بی‌نای‌بی‌ریث با پیوستن به هیئت‌های یهودی و لابی‌گری‌ای که از طریق آن یهودیان آمریکایی به دنبال تأثیرگذاری بر سیاست‌های عمومی داخلی و خارجی بودند، به فعالیت سیاسی خود ادامه داد. بی‌نای‌بی‌ریث همچنین نقش مهمی در سیاست فراملی یهود ایفا کرد. گسترش بعدی سازمان در سراسر جهان، آن را به مرکز عصبی ارتباطات درون یهودی و تلاش متقابل تبدیل کرد.

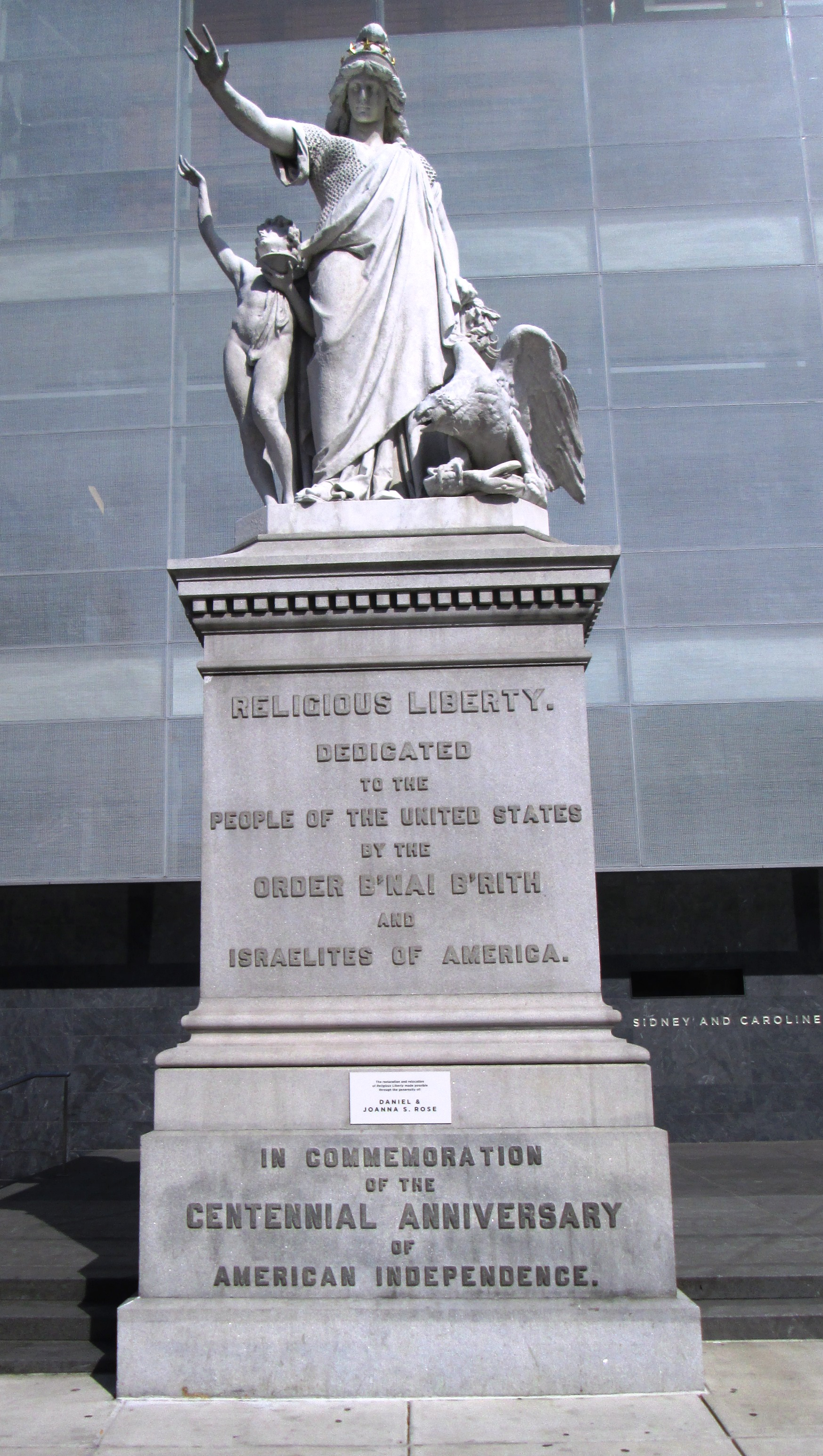
آزادی مذهبی، مجسمه ای که به سفارش B'Nai B'rith برای نمایشگاه صدمین سالگرد ۱۸۷۶ ساخته شده و «به مردم ایالات متحده» تقدیم شده‌است. موسی یعقوب حزقیال، یکی از اعضای B'nai B'rith و اولین مجسمه‌ساز یهودی آمریکایی که شهرت بین‌المللی به دست آورد.

## ۱۸۴۳ تا اوایل دهه ۱۹۰۰
فعالیت‌های این سازمان در طول قرن‌های ۱۹ و ۲۰ تحت عنوان کمک‌های متقابل، خدمات اجتماعی و بشردوستانه بود. با توجه به نگرانی‌های یهودیان برای محافظت از خانواده‌هایشان، اولین اقدام ملموس این سازمان، ایجاد بیمه نامه ای بود که به بیوه‌های اعضای متوفی، ۳۰ دلار برای هزینه‌های تشییع جنازه و مستمری یک دلار در هفته برای بقیه عمر آنها اعطا می‌کرد. برای کمک به فرزندان متوفی، هر کودک یهودی نیز کمک هزینه‌ای دریافت می‌کرد و به خانواده‌های یهودی این اطمینان را می‌داد که به فرزندان پسر، حرفه‌ای مناسب آموزش داده می‌شود.
در سال ۱۸۵۱، تالار میثاق به عنوان اولین مرکز اجتماع یهودیان و همچنین اولین کتابخانه عمومی یهودیان در ایالات متحده برپا شد. یک سال بعد، بی‌نای‌بی‌ریث کتابخانه Maimonides را تأسیس کرد. بلافاصله پس از جنگ داخلی - زمانی که یهودیان دو طرف نبرد بی‌خانمان شدند - بی‌نای‌بی‌ریث خانه ایتام یهودی کلیولند با ۲۰۰ تخت را تأسیس کرد. در طی چندین سال بعد، این سازمان بیمارستان‌ها، یتیم‌خانه‌ها و خانه‌های متعددی را برای سالمندان تأسیس نمود.
در سال ۱۸۶۸، زمانی که سیل ویرانگر بالتیمور را فلج کرد، بی‌نای‌بی‌ریث با یک کمپین امدادرسانی به مقابله با بلایای طبیعی پرداخت. این اقدام ۱۳ سال قبل از تأسیس صلیب سرخ آمریکا انجام شد و اولین برنامه از برنامه‌های امدادی ملی بود. در همان سال، بی‌نای‌بی‌ریث اولین پروژه بشردوستانه خارج از کشور خود را با جمع‌آوری ۴۵۲۲ دلار برای کمک به قربانیان اپیدمی وبا در فلسطین عثمانی اجرا کرد.
در سال ۱۸۷۵، یک لژ در تورنتو احداث گردید. پس از آن یک لژ دیگر در مونترال و در سال ۱۸۸۲ لژ دیگری در برلین تأسیس شد. عضوگیری در خارج از ایالات متحده به سرعت رشد کرد. به زودی، لژها در قاهره (۱۸۸۷) و در اورشلیم (۱۸۸۸ - نه سال قبل از اینکه تئودور هرتزل اولین کنگره صهیونیستی را در بازل، سوئیس تشکیل دهد) تشکیل شد. لژ اورشلیم اولین سازمان عمومی بود که تمام جلسات خود را به زبان عبری برگزار نمود.
پس از سال ۱۸۸۱، با مهاجرت گسترده یهودیان اروپای شرقی به ایالات متحده، بی‌نای‌بی‌ریث از کلاس‌های آمریکایی‌سازی، مدارس تجاری و برنامه‌های امدادی حمایت نموده و یک دوره رشد سریع عضوگیری، تغییر در سیستم نمایندگی و مراسم مخفی مشترک در سازمان‌های برادری را آغاز نمود. در سال ۱۸۹۷، زمانی که تعداد اعضای سازمان در ایالات متحده کمی بیش از ۱۸۰۰۰ نفر بود، بی‌نای‌بی‌ریث یک شعبه کمکی بانوان در سانفرانسیسکو مستقر نمود که قرار بود به زنان بی‌نای‌بی‌ریث تبدیل شود، اما در سال ۱۹۸۸ به عنوان یک سازمان مستقل بین‌المللی زنان یهودی، از هسته اصلی جدا گردید.

## اوایل قرن بیستم
در واکنش به قتل‌عام کیشینف در سال 1903 رئیس‌جمهور وقت تئودور روزولت و جان هی وزیر امورخارجه با کمیته اجرایی بی‌نای‌بی‌ریث در واشینگتن دیدار کردند، مدیر وقت بی‌نای‌بی‌ریث، سیمون ولف پیش نویس طوماری را به رئیس‌جمهور ارائه نمود که در اعتراض به عدم موضع‌گیری دولت روسیه در مقابل قتل‌عام منتشر گردد. روزولت از این امر استقبال نموده و با انتشار آن طومار موافقت کرد و لژهای بی‌نای‌بی‌ریث شروع به جمع‌آوری امضا در سراسر کشور نمودند.
در دو دهه اول قرن بیستم، بی‌نای‌بی‌ریث، سه سازمان بزرگ یهودی امروزی را راه اندازی نمود: اتحادیه ضد افترا (ADL), Hillel و BBYO (در اصل سازمان جوانان بی‌نای‌بی‌ریث). این سازمان‌ها بعداً مسیر رشد و حرکت خود را با درجات مختلفی از خودمختاری ادامه دادند.
نگرانی اصلی سازمان در دهه ۱۹۲۰ حفظ ارزش‌های یهودی بود، زیرا مهاجرت کند شد و جمعیت بومی یهودی از اجداد اروپای شرقی به بلوغ رسیدند. در سال ۱۹۲۳، خاخام بنجامین فرانکل از ایلینوی هیلل را تأسیس کرد - سازمانی در محوطه دانشگاه ایلینویز در اوربانا-شامپین برای ارائه هم‌زمان خدمات نوگرایانه و سنت‌گرایانه سبت، کلاس‌های آموزشی یهودیت و برگزاری رویدادهای اجتماعی برای دانشجویان یهودی. دو سال بعد، فرانکل با پیشنهاد الحاق پردیس این سازمان جدید به بی‌نای‌بی‌ریث مراجعه نمود. حمایت مالی بی‌نای‌بی‌ریث از بنیاد هیلل، آن را قادر ساخت تا در سراسر ایالات متحده توسعه یابد و در نهایت بین‌المللی شده و به شبکه‌ای متشکل از بیش از ۵۰۰ سازمان و پردیس دانشجویی تبدیل گردد.
تقریباً همزمان با تأسیس هیلل، سام ببر از اوماها، نب، در سال ۱۹۲۴ طرحی را برای ایجاد سازمان برادری برای مردان یهودی در دبیرستان‌ها به بی‌نای‌بی‌ریث ارائه نمود. سازمان جدید به تقلید از سازمان‌های برادری یونانی که جوانان یهودی از عضویت در آن‌ها منع شده بودند، الف زادیک الف نامیده شده و در سال ۱۹۲۵، AZA به بازوی کمکی بی‌نای‌بی‌ریث در حوزه جوانان تبدیل گردید.
در سال ۱۹۴۰، زنان بی‌نای‌بی‌ریث، سازمان کمکی خود را برای زنان جوان، B'nai B'rith Girls (BBG، در آن زمان یک گروه آزاد از سازمان‌ها) ایجاد نمود و در سال ۱۹۴۴، این دو سازمان به سازمان جوانان بی‌نای‌بی‌ریث (BBYO) تبدیل شدند.
بی‌نای‌بی‌ریث همچنین برای بیش از نیم قرن برگزاری مراسم اردوی یهودیان را بر عهده داشته‌است. در سال ۱۹۵۳، بی‌نای‌بی‌ریث یک اردوگاه ۳۰۰ هکتاری در کوه‌های پوکونو پنسیلوانیا تهیه نمود. این مرکز که در ابتدا کمپ بی‌نای‌بی‌ریث نام داشت، بعدها به افتخار رهبر اولیه BBYO آنیتا پرلمن و همسرش، لوئیس، کمپ بی‌نای‌بی‌ریث Perlman نامگذاری شد. در سال ۱۹۷۶، اردوگاه دوم در نزدیکی مدیسون، ویس اضافه شد. این اردوگاه که به نام بنیانگذار AZA نامگذاری شده بود، به اردوگاه بی‌نای‌بی‌ریث Beber معروف شد. در سال ۲۰۱۰، بیبر کمپ از بی‌نای‌بی‌ریث مستقل شد. هم‌اکنون کمپ پرلمن، هم به عنوان یک اردوگاه کودکان یهودی و هم به عنوان یک مرکز آموزش رهبری عمل می‌کند.
در سال ۱۹۳۸ بی‌نای‌بی‌ریث دفتر خدمات حرفه‌ای را تأسیس نمود تا جوانان را به سمت مشاغل مناسب راهنمایی نماید. این حرکت به تأسیس دفتر خدمات مشاوره و شغلی بی‌نای‌بی‌ریث منجر گردید، آژانسی که تست و مشاوره حرفه‌ای را ارائه نموده و راهنمای شغلی منتشر می‌کرد. در اواسط دهه ۱۹۸۰، این برنامه منحل گردیده و در سایر آژانس‌های اجتماعی ادغام شد.

## ۱۹۷۷ محاصره حنفیان
در ۹ تا ۱۱ مارس ۱۹۷۷، سه ساختمان در واشینگتن دی سی توسط ۱۲ مرد مسلح مسلمان آفریقایی آمریکایی به رهبری حماس عبدالخالص تصرف شد که ۱۴۹ نفر را گروگان گرفته و یک خبرنگار رادیویی و یک افسر پلیس را کشتند. پس از یک گروگان‌گیری ۳۹ ساعته، همه گروگان‌های دیگر از ساختمان مقر بی‌نای‌بی‌ریث (سالن شهر که اکنون ساختمان جان ا. ویلسون نامیده می‌شود) و مرکز اسلامی واشینگتن آزاد شدند.
افراد مسلح چند خواسته داشتند. آنها «از دولت می‌خواستند که گروهی از مردان را که به کشتن هفت نفر از بستگان - عمدتاً کودک - رهبر حماس عبدالخالص محکوم شده بودند، تحویل دهد. آنها همچنین خواستار جلوگیری از انتشار فیلم محمد رسول‌الله شدند زیرا آن را توهین‌آمیز می‌دانستند.»
مجله تایم خاطرنشان کرد: «اینکه تلفات بیشتر نبود اگرچه به خاطر صبر استراتژیکی بود که تاکتیک اصلی مقامات مجری قانون ایالات متحده برای مواجهه با تروریست‌هاست، اما بیشتر از همه، شاید به دلیل دخالت شجاعانه سه سفیر مسلمان، اشرف غوربال مصر، سحاب زاده یعقوب خان پاکستان و اردشیر زاهدی از ایران بود.»

## خدمات اجتماعی
از همان روزهای اولیه، مشخصه تلاش‌های محلی سازمان، خدمات رسانی به جوامعی بود که اعضا در آن زندگی می‌کنند. در سال ۱۸۵۲، این امر به معنای جمع‌آوری پول برای اولین بیمارستان یهودی در فیلادلفیا بود. در قرن بیست و یکم، این تلاش‌های خدمات اجتماعی از تحویل بسته‌های غذایی و پوشاک به یهودیان مسن و ناتوان تا توزیع غذا و دارو در جامعه یهودی کوبا را شامل می‌شود.
با خاکستری شدن جمعیت یهودیان آمریکا، خدمات به سالمندان با اولین مورد از آنچه که قرار بود به شبکه‌ای از ۳۶ ساختمان مسکونی در بیش از ۲۷ جامعه یهودی در سراسر ایالات متحده و بیشتر در سطح بین‌المللی تبدیل شود، بر یک هدف اصلی متمرکز شد. بی‌نای‌بی‌ریث تبدیل به بزرگ‌ترین حامی ملی مسکن برای یهودیان سالمند گردید. تسهیلات ایالات متحده - که با مشارکت وزارت مسکن و توسعه شهری (HUD) ساخته شده‌است - مسکن با کیفیت را برای بیش از ۶۰۰۰ مرد و زن مسن کم‌درآمد، با سن ۶۲ سال و بالاتر، فراهم می‌کند. ساکنان بر اساس درآمدی که دارند، اجاره‌ای را که توسط دولت فدرال تعیین شده‌است، پرداخت می‌نمایند.
آغاز قرن بیست و یکم همچنین شاهد گسترش برنامه خدمات سالمندان بود و سازمان، تبدیل به مرکز خدمات ارشد شد، سازمان، حمایت از انتشارات و سایر خدمات حمایتی را برای رسیدگی به نگرانی‌های مالی، حقوقی، بهداشتی، مذهبی، اجتماعی و خانوادگی افراد بالای ۵۰ سال ارائه می‌نمود.
در سال‌های اخیر، بی‌نای‌بی‌ریث از اصلاحات نظام‌های مراقبت‌های بهداشتی، تأمین اجتماعی و مراقبت‌های دارویی، حمایت کرده‌است.
بی‌نای‌بی‌ریث همچنین در دستور کار داخلی خود، موضوعات روادارانه مانند حمایت از قانون‌گذاری برای مقابله با جرایم ناشی از نفرت و همچنین حمایت از چالش نویسندگی جوانان، Diverse Minds را در دستور کار خود قرار داده‌است. این مسابقه نویسندگی سالانه از دانش‌آموزان دبیرستانی می‌خواهد که کتابی برای کودکان بسازند که به انتقال پیام «پایان دادن به عدم تحمل و تعصب» اختصاص دارد. برندگان این مسابقه، بورسیه‌های تحصیلی دانشگاهی و انتشار و توزیع کتاب‌های‌شان در مدارس و کتابخانه‌های جوامع خود را به‌عنوان جایزه دریافت می‌کنند.
بی‌نای‌بی‌ریث همچنین از برنامه Enlighten America حمایت می‌کند، که محور اصلی آن میثاقی است که در آن، افراد از استفاده از عبارات عامیانه یا جوک گفتن بر اساس نژاد، گرایش جنسی، جنسیت، ملیت یا چالش‌های جسمی یا ذهنی که باعث تحقیر دیگران است، خودداری می‌کنند.
بی‌نای‌بی‌ریث همچنین کتابچه‌ای به زبان انگلیسی و اسپانیایی با نام «کودکان باهوش - کودکان ایمن» تولید و توزیع می‌نماید که هدف آن راهنمایی والدین از طریق بحث با فرزندان‌شان در مورد خطرات احتمالی است.

## فعالیت‌های ضدافترا
سازمان بین‌المللی بی‌نای‌بی‌ریث مستقر در آمریکا، اتحادیه ضد افترا B'nai B'rith (ADL) را به عنوان پاسخی به حملات به یهودیان در ایالات متحده تأسیس نمود. در اعلامیه ایجاد ADL به‌طور خاص به لینچ لئو فرانک اشاره شده‌است. ADL اکنون یک سازمان مستقل است.
در استرالیا و نیوزلند، بی‌نای‌بی‌ریث محلی دارای بازوی حقوق بشری خاص خود است که به نام بی‌نای‌بی‌ریث Anti-Defamation Commission (ADC) نامیده می‌شود. این سازمان به حذف افترا علیه یهودیان، مبارزه با نژادپرستی، عدم تحمل و تعصب اختصاص دارد و به دنبال تأمین عدالت و رفتار عادلانه برای همه شهروندان است.

## برنامه‌ها و نشریات آموزشی
از سال ۱۸۸۶، بی‌نای‌بی‌ریث مجله بی‌نای‌بی‌ریث، که قدیمی‌ترین مجله یهودی است که به‌طور مداوم در ایالات متحده توزیع می‌گردد را منتشر می‌نماید.
بی‌نای‌بی‌ریث همچنین راهنمای برنامه‌های آموزشی محلی یهودیان را منتشر می‌کند و هر سال از "Unto Every Person There is a Name" حمایت مالی می‌کند. این برنامه شامل قرائت نام قربانیان هولوکاست، معمولاً در یوم هاشوآ، روز یادبود هولوکاست است.
در سال ۱۹۷۳، سازمان بی‌نای‌بی‌ریث آنچه را که قبلاً سالن نمایشگاه مقر آن در واشینگتن دی سی بود را به موزه ملی یهودی بی‌نای‌بی‌ریث Klutznick تبدیل کرد. این موزه مجموعه وسیعی از اشیاء و هنرهای تشریفاتی یهودی را به نمایش گذاشت و برای چندین دهه مکاتبات سال ۱۷۹۰ بین رئیس‌جمهور جورج واشینگتن و موسی سیکساس، شش تن از کنیسه تورو در نیوپورت، رود آیلند را به معرض نمایش گذاشت. اگرچه انتقال این سازمان از ساختمان خود به دفاتر اجاره‌ای، بسته شدن موزه را برای بازدید عموم ضروری کرد، قطعات منتخبی از این مجموعه همچنان در مقر فعلی بی‌نای‌بی‌ریث به نمایش گذاشته می‌شود و با قرار قبلی برای مشاهده در دسترس هستند.

## بورسیه‌ها
بی‌نای‌بی‌ریث بین‌المللی بورسیه‌های تحصیلی را برای دانشمندان نوظهور اعطا می‌کند. اولین دریافت کننده بورسیه بی‌نای‌بی‌ریث Dagmar R. Henney از دانشگاه میامی بود که بعدها به دلیل تحقیقاتش در ریاضیات نظری شناخته شد.
هر سال، بی‌نای‌بی‌ریث بورسیه تحصیلی Sally R. Schneider را به یک دانشجوی یهودی شایسته فارغ‌التحصیل که در رشته‌ای تحصیل می‌کند که به نفع بشریت باشد اعطا می‌نماید. این بورسیه که ارزش آن ۱۰۰۰ دلار است، به نام سالی اشنایدر، یکی از اعضای قدیمی بی‌نای‌بی‌ریث که علاقه زیادی به حمایت از اسرائیل و آموزش زنان داشت، نام‌گذاری شده‌است.
لژهای محلی بی‌نای‌بی‌ریث نیز بورسیه تحصیلی اعطا می‌کنند. B'nai B'rith Great Lakes یک بازی کلاسیک گلف سالانه برگزار می‌نماید که درآمد حاصل از آن هر سال هزینه چندین بورسیه تحصیلی کالج را تأمین می‌کند.
با وابستگی به خدمات پستی ایالات متحده، سرویس فیلاتلیس بی‌نای‌بی‌ریث در انتشار یک سری از تمبرهای روز اول مربوط به کارآفرینان برجسته یهودی، خیرین، سرگرمی‌ها و سازمان‌های مختلف یهودی در سراسر کشور مشارکت داشت.

## تسکین فاجعه
بی‌نای‌بی‌ریث از سال ۱۸۶۵، زمانی که به قربانیان اپیدمی وبا در فلسطین آن زمان کمک کرد، به حوادث بلایای طبیعی و انسانی پاسخ داد. بی‌نای‌بی‌ریث بعداً سرمایه جمع‌آوری کرد و آنها را بین افراد آسیب‌دیده از آتش‌سوزی بزرگ شیکاگو در سال ۱۸۷۱ ، سیل گالوستون، تگزاس، سیل ۱۹۰۰ و زلزله بزرگ سانفرانسیسکو در سال ۱۹۰۶ توزیع کرد.
در سال‌های اخیر، صندوق امداد بلایای بی‌نای‌بی‌ریث به زلزله‌های سال ۲۰۱۰ در هائیتی و شیلی، سونامی ژاپن در سال 2011 و طوفان‌های متعدد و سیل‌های متعاقب آن که در سال ۲۰۱۱ شش ایالت را در جنوب و غرب‌میانه درگیر کرد، پاسخ داد. بی‌نای‌بی‌ریث همچنین پس از آتش‌سوزی‌هایی که در کوه کارمل در شمال اسرائیل به وقوع پیوست، صندوق کمک به بلایای طبیعی را افتتاح نموده و صندوق دیگری را برای کمک به قربانیان بدترین خشکسالی در شرق آفریقا در بیش از ۵۰ سال گذشته تأسیس نمود.
بیشتر پولی که بی‌نای‌بی‌ریث برای امدادرسانی در بلایای طبیعی جمع‌آوری می‌کند، برای بازسازی طولانی‌مدت هزینه شده‌است و صرف تأمین نیازهایی فراتر از آنچه امدادگران اولیه ارائه می‌دهند، می‌گردد. پس از طوفان کاترینا در منطقه ساحلی خلیج آمریکا در سال ۲۰۰۵، بی‌نای‌بی‌ریث بیش از ۱ میلیون دلار جمع‌آوری نمود و این پول را بین پروژه‌های مختلف در یک بازه زمانی پنج ساله توزیع کرد. این پروژه‌ها شامل بازسازی خانه‌ها، عبادتگاه‌ها و بازسازی پارک‌ها بود.
بی‌نای‌بی‌ریث در هائیتی، ۲۵۰۰۰۰ دلار برای کفش، دارو، لوازم بهداشتی و سایر نیازها بلافاصله پس از زلزله ژانویه ۲۰۱۰ که این جزیره را لرزاند جمع‌آوری کرد. سال بعد از فاجعه، بی‌نای‌بی‌ریث و IsraAID "Haiti Grows" را آغاز نمودند، برنامه‌ای که کشاورزان را در یک دوره شش‌ماهه به صورت نظری و عملی آموزش می‌داد. کشاورزان تکنیک‌های کشاورزی جدیدی را آموختند که به آنها امکان می‌داد تنوع و تعداد محصولاتی را که می‌توانستند تولید کنند و همچنین عملکرد آن محصولات را افزایش دهند.
پس از طوفان سندی در پاییز ۲۰۱۲، شبکه حرفه‌ای جوان بی‌نای‌بی‌ریث در نیویورک بلافاصله شروع به کمک در پاک‌سازی کرد. اعضا به Rockaways رفتند و در طول چند روز به حذف آوار و شن و ماسه از ساختمان‌ها، استخراج دیوارهای خشک و عایق کپک‌زده و بیرون کشیدن مبلمان و وسایل آسیب دیده از آب از خانه‌های منطقه کمک کردند. بی‌نای‌بی‌ریث همچنین چندین جمع‌آوری کمک مالی برای پروژه‌های بازسازی آینده برگزار و برنامه‌ریزی کرده‌است.
صندوق امداد بلایای طبیعی بی‌نای‌بی‌ریث با همکاری با IsraAid، یک سازمان بشردوستانه صهیونیستی که سازمان‌های اسرائیلی و یهودی را گرد هم می‌آورد تا واکنش‌های هماهنگ بشردوستانه را در پی بحران‌های بشری ایجاد کنند، به بازماندگان سیل ۲۰۱۸ در ژاپن کمک مالی اختصاص داد.
صندوق امداد فاجعه بی‌نای‌بی‌ریث همچنین به دو فاجعه داخلی، یکی در کالیفرنیا و دیگری در هاوایی، در پاییز ۲۰۱۸ کمک کرد. آتش‌سوزی‌های جنگلی در تابستان و پاییز آن سال، جوامع جنوب کالیفرنیا را درنوردید، و بی‌نای‌بی‌ریث با کمک به تأمین هزینه‌های غذا، قبوض آب و برق و تجهیزات پزشکی برای مرکز Idyllwild به بازیابی پس از فاجعه بسیار کمک نمود. به‌طور معمول، مرکز HELP یک فروشگاه خیریه و صرفه‌جویی است که به افراد و خانواده‌های نیازمند در هزینه‌های غذا، آب و برق، مسکن و سایر نیازهای اولیه کمک می‌کند. پس از آتش‌سوزی‌های جنگلی، این مرکز برای کمک به قربانیان آتش‌سوزی فعالیت نمود. در هاوایی، بی‌نای‌بی‌ریث پس از فوران آتشفشان Kilauea و آسیب ناشی از طوفان گرمسیری به کنیسه Ahava 'Aina کمک کرد.
در ماه مه ۲۰۱۹، مرکز خدمات ارشد بی‌نای‌بی‌ریث (CSS) جلسه سالانه آموزشی مدیران و هماهنگ‌کنندگان خدمات بی‌نای‌بی‌ریث را در پورتوریکو برگزار کرد، که هنوز در حال بهبود وضعیت آسیب‌های ناشی از طوفان ماریا در سال ۲۰۱۷ است. در جلسه‌ای که در پورتوریکو برگزار گردید، تیم CSS تمایل داشت هم در بهبود کوتاه‌مدت پورتوریکو، با داوطلب شدن برای یک روز خدمت در کنار سازمان‌های غیرانتفاعی محلی در طول سفر، و هم در بهبود اقتصادی بلندمدت آن، با بهبود وضعیت تجارت کمک کند.

## امور بین‌المللی
بی‌نای‌بی‌ریث در تأسیس سازمان ملل متحد در سانفرانسیسکو نقش کلیدی داشت و از آن زمان تاکنون وضعیت فعالی در این سازمان جهانی داشته‌است. در سال ۱۹۴۷، به این سازمان مقام سازمان غیردولتی (NGO) اعطا شد و برای سال‌ها، تنها سازمان یهودی با نمایندگی تمام‌وقت در سازمان ملل بود. این سازمان نقشی پیشرو در لغو قطعنامه سال ۱۹۷۵ سازمان ملل متحد، که صهیونیسم را با نژادپرستی یک‌سان می‌دانست، ایفا کرده‌است.
نقش NGO B'nai B'rith به سازمان ملل متحد و آژانس‌های آن محدود نمی‌شود. بی‌نای‌بی‌ریث همچنین به‌طور گسترده با مقامات وزارت خارجه، کنگره و دولت‌های خارجی برای حمایت از تلاش‌های سازمان امنیت و همکاری اروپا (OSCE) برای مبارزه با یهودی‌ستیزی کار کرده‌است. این سازمان با عضویت در بیش از ۲۰ کشور آمریکای لاتین، اولین گروه یهودی بود که در سازمان کشورهای آمریکایی (OAS)، که در آن از دموکراسی و حقوق بشر در سراسر منطقه دفاع می‌کرد، به آن مقام «جامعه مدنی» اعطا شد. نقش بی‌نای‌بی‌ریث در آمریکای لاتین به اوایل قرن بیستم بازمی‌گردد و با هجوم پناهندگان یهودی از اروپای نازی به آمریکای لاتین به‌طور قابل توجهی افزایش یافت.
بی‌نای‌بی‌ریث علاوه بر فعالیت‌های حمایتی خود، برنامه خدمات اجتماعی را در سراسر آمریکای لاتین حفظ می‌کند. بی‌نای‌بی‌ریث در سال ۲۰۰۲، با همکاری بنیاد برادری، بسته‌ای به ارزش بیش از ۳۱ میلیون دلار شامل دارو، کتاب و لوازم مورد نیاز را در آرژانتین، اروگوئه، پاراگوئه و ونزوئلا پس از فاجعه اقتصادی‌ای که بخش عمده‌ای از آمریکای لاتین را تحت تأثیر قرار داد، توزیع کرد. این برنامه تا سال ۲۰۱۱ بیش از ۱۰۰ میلیون دلار دارو و لوازم توزیع کرده بود.

### اروپا
در دهه ۱۹۲۰، اعضای بی‌نای‌بی‌ریث در اروپا به ۱۷۵۰۰ نفر افزایش یافت - تقریباً نیمی از اعضای ایالات متحده - و در دهه بعد، تشکیل یک لژ در شانگهای (شماره ۱۱۰۲) نشان دهنده ورود این سازمان به خاور دور بود. لژ شانگهای در سال ۱۹۳۴ پلی کلینیک بنیاد بی‌نای‌بی‌ریث را تأسیس کرد که بعداً به بیمارستان یهودی شانگهای تغییر نام داد. این توسعه در ابعاد بین‌المللی قرار بود با ظهور نازیسم به پایان برسد. در آغاز دوره نازی‌ها، شش مرکز بی‌نای‌بی‌ریث در اروپا وجود داشت. سرانجام، نازی‌ها تقریباً تمام اموال بی‌نای‌بی‌ریث را در اروپا تصرف کردند.
B'nai B'rith Europe در سال ۱۹۴۸ مجدداً تأسیس شد. اعضای لژهای بازل و زوریخ و نمایندگان لژهای فرانسه و هلند که از هولوکاست جان سالم به در برده بودند در جلسه افتتاحیه شرکت کردند. در سال ۲۰۰۰، منطقه جدید اروپایی بی‌نای‌بی‌ریث با منطقه بریتانیا ادغام شد تا به یک بی‌نای‌بی‌ریث اروپایی با مشارکت فعال در تمام نهادهای اتحادیه اروپا تبدیل شود. تا سال ۲۰۰۵ بی‌نای‌بی‌ریث اروپا شامل لژهایی در بیش از ۲۰ کشور از جمله اروپای شرقی و کشورهای کمونیستی سابق بود.
در سال ۱۹۴۳، در پاسخ به آنچه که بعداً به عنوان هولوکاست شناخته شد، هنری مونسکی، مدیر بی‌نای‌بی‌ریث، کنفرانسی را در پیتسبورگ با دعوت از همه سازمان‌های بزرگ یهودی تشکیل داد تا «یک مبنای مشترک برای ارائه پرونده دادخواهی یهودیان در برابر ملل متمدن جهان بیابد.» در طول چهار سال بعد، مذاکرات، نظامی را ایجاد کرد که جان افراد زیادی را نجات داد، به بازسازی زندگی یهودیان اروپایی پس از جنگ کمک نمود و به تحریک افکار عمومی برای حمایت از طرح تقسیم سازمان ملل متحد برای فلسطین در سال ۱۹۴۷، که تقسیم فلسطین به یک کشور یهودی و یک کشور عربی را مطرح نمود، کمک کرد.

### اسرائیل و خاورمیانه
درست قبل از ایجاد کشور اسرائیل، رئیس‌جمهور هری اس. ترومن، با مقاومت در برابر فشار سازمان‌های مختلف، از ملاقات با رهبران یهودی امتناع کرد. فرانک گلدمن، رئیس بی‌نای‌بی‌ریث و ادی جاکوبسون، یکی از اعضای بی‌نای‌بی‌ریث، دوست دیرینه و شریک تجاری رئیس‌جمهور، را متقاعد نمودند که از ترومن درخواست مساعدت نماید. یاکوبسون ترومن را متقاعد کرد که به‌طور مخفیانه با رهبر صهیونیست هایم وایزمن در دیداری که گفته می‌شود منجر به برگرداندن حمایت کاخ سفید به نفع تجزیه و در نهایت به رسمیت شناختن واقعی دولت اسرائیل شده‌است، ملاقات نماید.
علاوه بر تأسیس لژ اورشلیم در سال ۱۸۸۸، کمک به زندگی در اسرائیل تمرکز اصلی این سازمان بوده‌است. از جمله مهم‌ترین کمک‌های لژ اورشلیم، اولین کتابخانه عمومی رایگان شهر، میدراش آبربانل بود.
در سال ۱۹۵۹، بی‌نای‌بی‌ریث اولین سازمان بزرگ یهودی آمریکایی بود که در اسرائیل گردهمایی برگزار نمود. تنها شش هفته پس از امضای قرارداد کمپ دیوید بین اسرائیل و مصر در سال ۱۹۷۸، بی‌نای‌بی‌ریث اولین گروه یهودی بود که به دعوت رئیس‌جمهور انور سادات از مصر بازدید کرد.
در سال ۱۹۸۰، تقریباً همه کشورها سفارت‌خانه‌های خود را در واکنش به تصویب قانون اورشلیم توسط کنست مبنی بر گسترش حاکمیت اسرائیل بر کل شهر، خارج کردند. در این زمان، سازمان بی‌نای‌بی‌ریث با ایجاد مرکز جهانی بی‌نای‌بی‌ریث در اورشلیم واکنش نشان داد تا به عنوان «مقر حضور دائمی و رسمی بی‌نای‌بی‌ریث در اورشلیم» عمل کند.

## جوایز
مدال طلای ریاست‌جمهوری توسط بی‌نای‌بی‌ریث هر چند سال یک بار به منظور احترام به تعهد دریافت‌کننده به یهودیان و کشور اسرائیل اعطا می‌شود. دیوید بن گوریون، جان اف کندی، جورج اچ دبلیو بوش، استفن هارپر و گلدا مایر از جمله دریافت‌کنندگان این جایزه هستند. مدال طلا به صدراعظم سابق اتریش فرانتس ورانیتزکی، نخست‌وزیر استرالیا جان هوارد، صدراعظم سابق آلمان ویلی برانت و روسای جمهور سابق ایالات متحده، هری اس ترومن،
جرالد آر. فورد و دوایت دی. آیزنهاور نیز داده شده‌است. در سال ۱۹۶۹، ادوین پالمر "EP" Hoyt، به عنوان سردبیر و ناشر دنور پست به مدت ۲۵ سال، جایزه مرد سال بی‌نای‌بی‌ریث را به دلیل فعالیت‌های بشردوستانه خستگی‌ناپذیرش علیه تعصب در دفاع از یهودیان دریافت کرد.
جایزه کتاب بی‌نای‌بی‌ریث در سال ۱۹۷۰ بنیان گذاشته شد. اولین دریافت کنندهٔ این جایزه رونالد سندرز برای کارش به نام یهودیان مرکز شهر بود.
جوایز دیگر عبارتند از «جایزه میراث یهودی» و «جایزه برای مشارکت برجسته در روابط با مردم یهود».

## مطالعه بیش‌تر
- ویلهلم، کورنلیا (۲۰۱۱). سفارشات مستقل بی‌نای‌بی‌ریث و خواهران راستین: پیشگامان یک هویت جدید یهودی، ۱۸۴۳–۱۹۱۴ . انتشارات دانشگاه ایالتی وین